# 梅园庄街道
梅园庄街道，是中华人民共和国河南省安陽市殷都区下辖的一个乡镇级行政单位。

## 行政区划
梅园庄街道下辖以下地区：
梅园社区、钢四区社区、钢五区社区、钢六区社区、福利路社区、钢花路社区、钢四路社区、钢二路社区、果园社区、北辛庄社区和东风社区。